# Louise Dresser
Louise Dresser (Evansville, Indiana, 1878. október 17. – Woodland Hills, Kalifornia, 1965. április 24.) Oscar-díjra jelölt amerikai színésznő. Egyike volt a vaudeville és a némafilm műfajában alkotók nagyjainak.[1]

## Élete
Louise 1878-ban látta meg a napvilágot az Indiana állambeli Evansville-ben, Ida és William Kerlin gyermekeként. Beceneve Lula volt. Édesapja mozdonyvezetőként dolgozott, egy balesetben hunyt el. Louise tizenöt évesen megnyert egy amatőr versenyt, amelynek díja egy szerződés volt egy operatársulattal Ohióban.[2] Amint a lány elegendő pénzt keresett a visszaútra, vonatra szállt, de ahelyett, hogy hazatért volna, elment Chicagóba, hogy a show businessben maradhasson. 
 Tizennyolc évesen ismerkedett meg Paul Dresser dalszerzővel, aki egészen véletlenül ismerte Louise édesapját: gyerekként cukorkát és rágógumit árult a vonaton. Paul úgy döntött, hogy segít a mozdonyvezető lányának, ezért javasolta Louise-nak, hogy vegye át az ő vezetéknevét, és tegyenek úgy, mintha testvérek lennének. Mivel Paulnak volt egy író fivére is, Theodore Dreiser, ezért úgy esett, hogy Louise mindkét férfi húgává vált.[2] 
 Paul két dalt írt Louise-nak (My Gal Sal és On The Banks of the Wabash), amivel sikeresen beindult a lány karrierje a vaudeville és a színház útján. Első férjétől, Jack Norworthtől 1908-ban elvált. 1910-ben ismerte meg második férjét, Jack Gardnert, akivel annak haláláig együtt maradt.
Louise Dresser első szerepét New Yorkban kapta meg 1906-ban az About Town című musicalben. A következő évben szerepelt The Girl Behind the Counter című musicalben, ami 260 előadást ért meg. Legnagyobb sikere azonban a két év alatt 882 előadást számlált Potash and Perlmutter című komédia lett. A Broadway után négy évig csak a vaudeville műfajában tevékenykedett, gyakran férje, Jack Gardner oldalán. 1922-ben lépett a filmiparba, ahol 350$/hetes fizetéssel kezdett. Ez hatalmas visszalépés volt a vaudeville pálya 2000$/hetes fizetéséhez képest, de jó kezdésnek bizonyult: három év alatt a tízszeresére nőtt a keresete.[2] Filmeiben olyan középkorú nőket alakított, akik gyakran önzőek és kérlelhetetlenek voltak, mint például A vörös cárnő című filmben, ahol Marlene Dietrich oldalán volt látható. Sokoldalú színésznek számított – még azon felül is, hogy hangjátéka volt az egyik legnagyobb erőssége. Játszott melodrámában, westernfilmben, romantikus filmben és vígjátékban is. 

Louise Dresser az első Oscar-díj jelöltjei között volt. A nominálást a Lucifer farsangja című némafilmért kapta, amiben egy magyar emigránst alakított. A díjat végül Janet Gaynor tudhatta magáénak.
1937-ben a színésznő nyugdíjba vonult, és önkénteskedni kezdett egy Woodland Hills-i ún. nyugdíjas közösségben (Motion Picture Country House and Hospital), amit különösképp a televízió és a mozgókép szakmájából nyugdíjazottaknak alapított a Motion Picture & Television.[3] Bár Dresser úgy nyilatkozott, hogy vissza kíván még térni a filmezéshez, férje 1950-es halála megakadályozta ennek megvalósításában. 1960-ban csillagot kapott a Hírességek sétányán. 1965-ben hunyt el Woodland Hillsben, egy műtétet követően.[4]

## Filmográfia
Szerepei a Broadway-en
- About Town (1906) musical

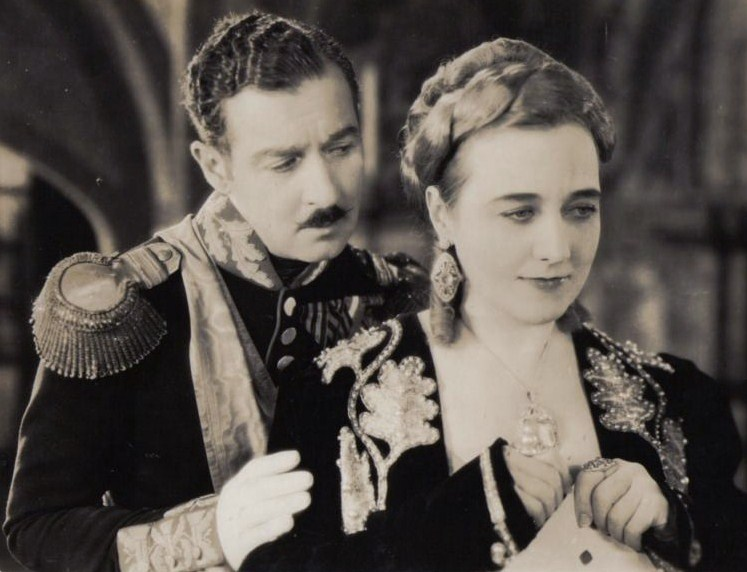
Louise Dresser és Albert Conti A fekete sas című filmben

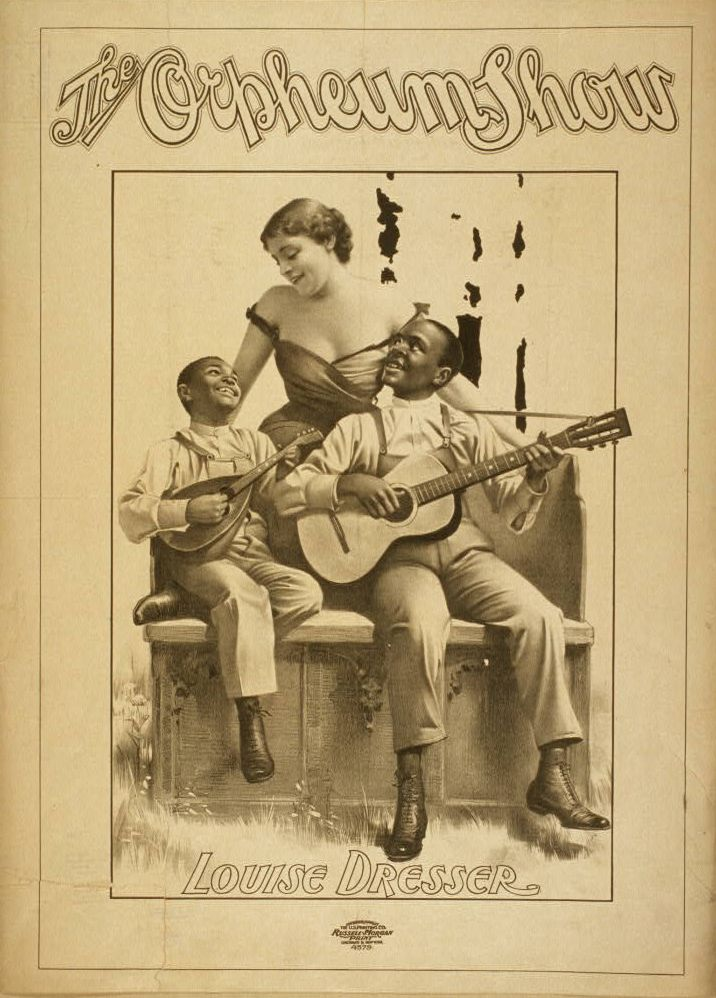
Az Orpheum Show hirdetése, középen Louise Dresserrel

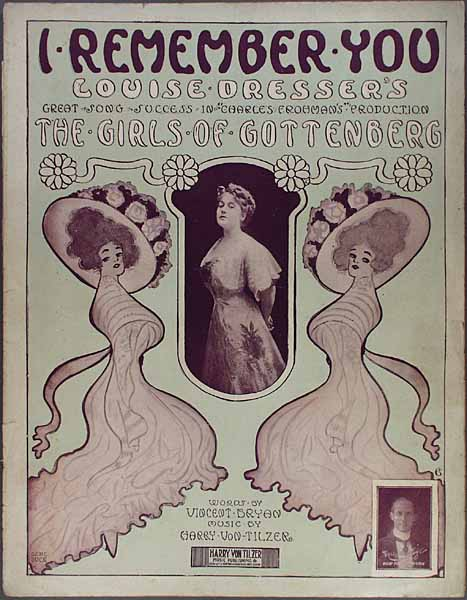
The Girls of Gottenberg

- The Girl Behind the Counter (1907-1908) musical
- The Girls of Gottenberg (1908) musical
- The Candy Shop (1909) musical
- A Matinee Idol (1910-1911) musical
- From Broadway to Paris (1912-1913) musical
- Potash and Perlmutter (1913-1915) színdarab
- Crodelia Blossom (1914) színdarab
- Hello, Broadway! (1914-1915) musical
- Abe and Mawruss (1915-1916) színdarab
- Coat-tales (1916) színdarab
- Have a Heart (1917) musical
- Rock-a-Bye Baby (1918) musical

Némafilmek
- The Glory of Clementina (1922)
- A szerelem éltet, a szerelem öl (Burning Sands) (1922)
- Enter Madame (1922)
- The Fog (1923)
- Prodigal Daughters (1923)
- Salomy Jane (1923)
- Ruggles of Red Gap (1923)
- Woman-Proof (1923)
- To the Ladies (1923)
- The Next Corner (1924)
- What Shall I Do? (1924)
- The City That Never Sleeps (1924)
- Cheap Kisses (1924)
- Enticement (1925)
- Percy (1925)
- The Goose Woman (1925)
- A fekete sas (The Eagle) (1925)
- Fifth Avenue (1926)
- The Blind Goddess (1926)
- Padlocked (1926)
- Broken Hearts of Hollywood (1926)
- Gigolo (1926)
- Everybody's Acting (1926)
- The Third Degree (1926)
- White Flannels (1927)
- Mr. Wu (1927)
- Lucifer farsangja (A Ship  Comes In) (1928) Oscar-díj jelölés - Legjobb női főszereplő
- Édenkert (The Garden of Eden) (1928)

Hangos filmek
- Mother Knows Best (1928)
- The Air Circus (1928)
- Not Quite Decent (1929)
- Madonna of Avenue A (1929)
- Szerelmi nagykövet (Mammy) (1930)
- The Three Sisters (1930)
- This Mad World (1930)
- Lightnin' (1930)
- Caught (1931)
- Stepping Sisters (1932)
- State Fair (1933)
- Song of the Eagle (1933)
- Doctor Bull (1933)
- Kolostor gyermeke (Cradle Song) (1933)
- David Harum (1934)
- A vörös cárnő (The Scarlet Empress) (1934)
- Megmozdul a világ (The World Moves On) (1934
- Servants' Entrance (1934)
- A Girl of the Limberlost (1934)
- Hollywood on Parade (1934) rövidfilm
- Maid of Salem (1937)

## Díjak és jelölések
- 1928: Oscar-díj a legjobb női főszereplőnek (jelölés) – Lucifer farsangja